# Cahiers Charles Maurras
Les Cahiers Charles Maurras sont une revue trimestrielle fondée par Georges Calzant et son épouse Marguerite Calzant, publiée d’avril 1960 à 1978. Son but était de prolonger la connaissance et l’influence de la pensée du journaliste et homme politique français Charles Maurras, directeur de L'Action française. Ces Cahiers constituent un ensemble de textes, d’études, de souvenirs et d’anecdotes, qui font revivre la mémoire du maître à penser de l’Action française.
Selon l'historien Victor Nguyen, les Cahiers Charles Maurras sont une source précieuse d'informations bien que cette revue les produise sans aucun « esprit historique »,.

## Présentation

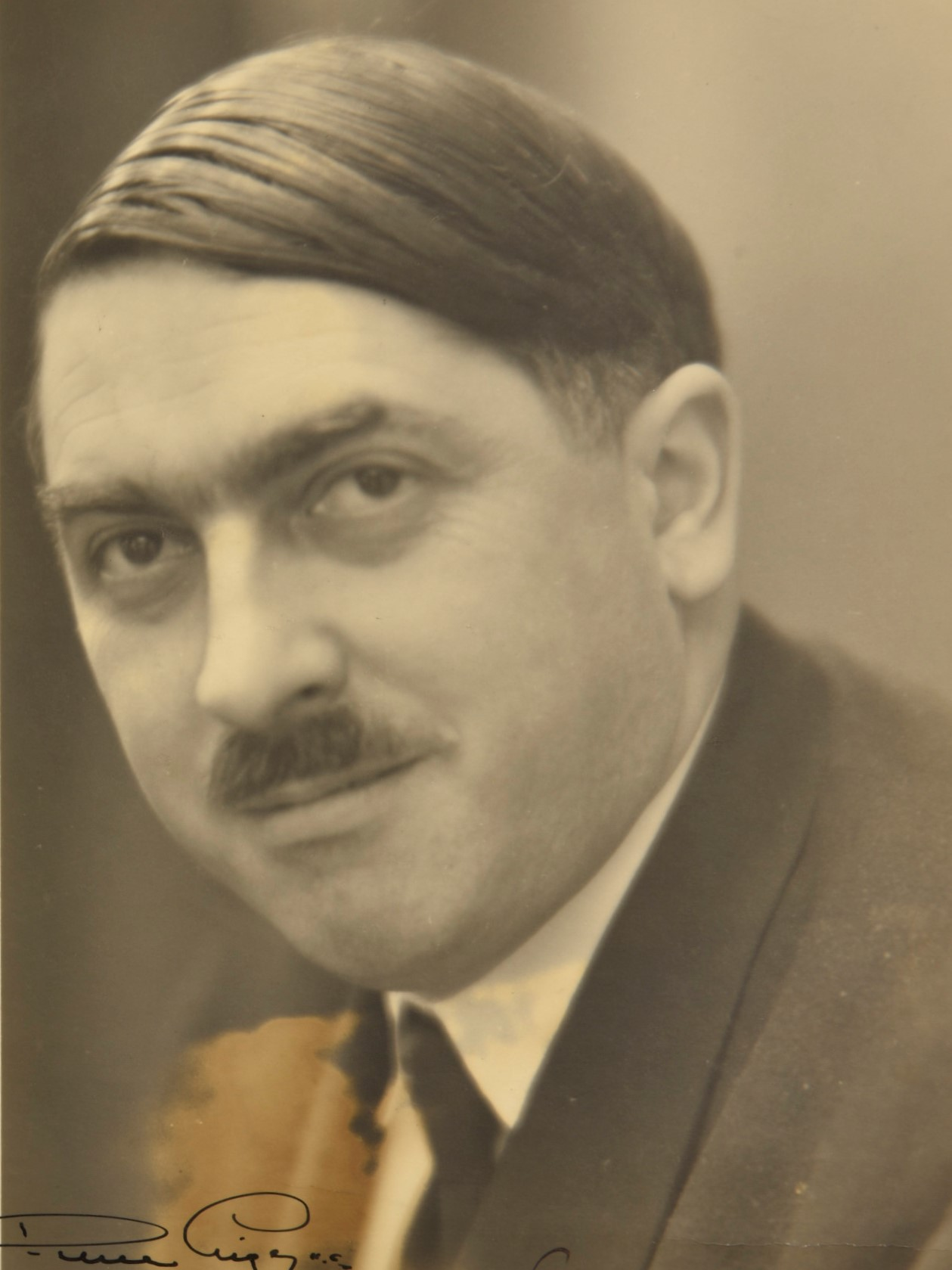
Georges Calzant (1897-1962).

Rappelant que, depuis le 16 novembre 1952, date de la mort de Charles Maurras, des textes majeurs de celui-ci avaient vu le jour (Saint Pie X, sauveur de la France, Votre bel aujourd’hui, Maîtres et témoins de ma vie d’esprit, Pascal puni), l’équipe réunie autour de Georges Calzant entend proposer à ses lecteurs à la fois des extraits d’œuvres plus anciennes, des textes inédits, des études et des témoignages propres à maintenir, à côté de l’hebdomadaire Aspects de la France, plus axé sur l’actualité, le rayonnement d’une pensée qui avait été l’une des plus riches et des plus influentes de son époque. Les Cahiers Charles Maurras deviennent un « lieu de culte » maurrassien où l'on retrouve des analyses souvent partisanes. Cette revue, de même que L'ordre français paraissant depuis mars 1956, participe à « donner une visibilité nouvelle aux idéologues » du régime de Vichy.
Le 28 juin 1962, Georges Calzant décède à la maison de santé chirurgicale d’Issy-les-Moulineaux. Ce sont dès lors Pierre Sortais et son épouse qui prennent la direction de la publication.

## Périodicité
Par esprit de fidélité, la date de parution des quatre numéros annuels était fixée aux 9 février, double anniversaire de la naissance et de la mort de Jacques Bainville ; 20 avril, anniversaire de la naissance de Maurras ; 8 septembre, anniversaire de la naissance de Frédéric Mistral et fête de la Nativité de la Vierge Marie et 16 novembre anniversaire de la mort de Maurras, mais aussi de la naissance de Léon Daudet.
Au total, soixante-huit numéros sont publiés.

## Collaborateurs
- Xavier Vallat
- Louis Frédéric Auphan
- Jacques Ploncard d’Assac
- Henri Massis
- Marie-Madeleine Martin
- Joanny Drevet
- Marie-Aimée de Kermorvan
- Gustave Thibon
- Pierre Gaxotte
- Marcel de Corte
- Gilbert Tournier
- Jean-Marc Varaut
- Michel de Saint Pierre

## Bibiliographie
- Jérôme Cotillon, Ce qu'il reste de Vichy, Armand Collin, 2003, p.84 [lire en ligne].